# Gita Ramjee
Gita Ramjee  (născută Parekh; n. 8 aprilie 1956, Kampala, Uganda – d. 31 martie 2020, Umhlanga, KwaZulu-Natal, Africa de Sud) a fost o cercetătoare și om de știință ugandan-sudafricană în domeniul prevenirii HIV. În 2018, a fost distinsă cu premiul „Outstanding Female Scientist” de către European and Developing Countries Clinical Trials Partnership. A murit în Umhlanga, Durban, Africa de Sud, din cauza complicațiilor legate de COVID-19.

## Copilărie și educație
Gita Parekh s-a născut pe 8 aprilie 1956 și a crescut în Uganda colonială înainte ca familia ei să fie trimisă în exil sub Idi Amin în 1970. A urmat liceul în India înainte de a studia la Universitatea din Sunderland, în Anglia. A absolvit în 1980 cu diplomă de licență în chimie și fiziologie. S-a căsătorit cu un coleg sudafrican-indian, Praveen Ramjee, alături de care s-a mutat la Durban, unde a început să lucreze în Departamentul de Pediatrie la Facultatea de Medicină de la Universitatea din KwaZulu-Natal. După ce a născut doi copii, și-a completat studiile de master, iar ulterior de doctorat în 1994.

## Cariera
După terminarea tezei de doctorat în boli de rinichi ale copilăriei, Ramjee s-a alăturat Medical Research Council din Africa de Sud ca om de știință. Ea a avansat rapid și a ajuns să conducă cea mai mare unitate din organizație, cea de cercetare în prevenirea HIV. Ea a coordonat extinderea unității de la 22 la 350 de cercetători și a fost esențială în creșterea reputației internaționale.
La momentul decesului său, Ramjee era director științific la Aurum Institute, o organizație non-profit de cercetare a SIDA/Tuberculoză, precum și director al unității de cercetare a prevenirii din South African Medical Research Council. A primit Premiul pentru Întreaga Carieră la Conferința Internațională Microbicide în 2012. A fost profesor onorific la London School of Hygiene & Tropical Medicine, la Universitatea din Washington, Seattle și la Universitatea din Cape Town. A fost membră a mai multor comitete locale și internaționale, printre care Academia de Științe din Africa de Sud (ASSAf) și Consiliului Național SIDA din Africa de Sud  (SANAC).

## Cercetare
Specializarea sa în prevenirea și tratamentul infecției HIV a dus la extinderea fazei I la faza a III-a a studiilor clinice în prevenirea și tratamentul HIV în zona Durban, totul în calitate de investigator principal al unității de studii clinice. Ramjee a fost preocupată de faptul că accentul nu ar trebui să fie doar pe studiile clinice, ci pe tratament însoțit de educația pentru prevenirea HIV și îngrijire. Într-un interviu a declarat că „femeile sunt cele mai afectate de HIV în această regiune și există încă foarte multe de făcut pentru a aborda problemele de sănătate în țările în curs de dezvoltare. Există o nevoie pentru o abordare mai holistică pentru prevenirea HIV care ar trebui să includă îngrijirea sănătății reproductive a femeilor”. Ramjee a fost una dintre primii oameni de știință din Africa de Sud care au lucrat la dezvoltarea de microbicide.
În 2017 a primit medalia de aur MRC Scientific Merit Award.
Ca universitar, a publicat peste 170 de articole și a fost referent și redactor al mai multor reviste științifice.

## Deces
Ramjee se afla la Londra, unde a ținut un curs la London School of Hygiene & Tropical Medicine, pe 17 martie 2020, intitulat „HIV: diverse challenges among children and women in Asia and Africa”. La întoarcerea sa în Africa de Sud s-a simțit rău și a fost internată în spital. A murit din cauza complicațiilor legate de COVID-19.